# 新潟県道13号上越安塚柏崎線
新潟県道13号上越安塚柏崎線（にいがたけんどう13ごう じょうえつ やすづか かしわざきせん）は、新潟県上越市から柏崎市に至る県道（主要地方道）である。

## 概要

### 路線データ
- 総延長： 52.7 km[要出典]
- 実延長： 48.0989 km[1][注釈 1]
- 起点：上越市大字飯字西田1018番1（飯交差点、新潟県道63号上越新井線・新潟県道200号上正善寺高田線交点）
- 終点：柏崎市大字女谷坂島川（安塚交差点、国道353号交点）

## 歴史
- 1993年（平成5年）5月11日 - 建設省から、県道上越安塚柏崎線が上越安塚柏崎線として主要地方道に指定される[2]。
- 2015年（平成27年）3月21日 - 都市計画道路飯門田新田線が全通[3][4][5]

## 路線状況

### 重複区間
- 新潟県道43号上越安塚浦川原線（三和区岡田地内 - 安塚区安塚交差点）
- 新潟県道61号柿崎牧線（牧区坪山地内 - 浦川原区横住地内）
- 新潟県道278号牧横住線（浦川原区横住地内）
- 国道403号（安塚区安塚交差点 - 和田地内、大島区大島地内）
- 国道405号（和田交差点）
- 国道253号（大島区大平交差点 - 大平地内）
- 新潟県道78号大潟高柳線（大島区板山地内 - 吉川区川谷地内）

### 道路施設
- 上越大橋（関川）

## 地理

### 通過する自治体
- 新潟県
  - 上越市 - 柏崎市

### 交差する道路
- 上越市
  - 新潟県道63号上越新井線・新潟県道200号上正善寺高田線（飯交差点）
  - 新潟県道198号青柳高田線（幸町交差点）
  - 新潟県道579号上越脇野田新井線（栄町東交差点）
  - 新潟県道186号板倉直江津線（寺交差点）
  - 国道18号〈上越魚沼地域振興快速道路上新バイパス〉・国道253号〈上越魚沼地域振興快速道路上越三和道路〉（下稲田立体交差{寺IC}）
  - 新潟県道201号田屋戸野目線（門田新田交差点）
  - 新潟県道77号上越頸城大潟線（上野田交差点）
  - 新潟県道30号新井柿崎線（野村交差点）
  - 新潟県道184号三和新井線（井ノ口交差点）
  - 新潟県道43号上越安塚浦川原線（三和区岡田）
  - 新潟県道61号柿崎牧線（牧区坪山）
  - 新潟県道278号牧横住線（浦川原区横住）
  - 新潟県道61号柿崎牧線（浦川原区横住）
  - 国道403号・新潟県道43号上越安塚浦川原線（安塚交差点）
  - 国道405号（和田交差点、国道403号重複区間）
  - 国道403号・国道405号（大島区大島）
  - 新潟県道229号菖蒲棚岡線（大島区棚岡）
  - 国道403号（大島区大島）
  - 国道253号（大平交差点）
  - 国道253号（大島区大平）
  - 新潟県道78号大潟高柳線（大島区板山）
  - 新潟県道78号大潟高柳線（吉川区川谷）
- 柏崎市
  - 国道353号（安塚交差点）